# Specie di Thalictrum
Elenco delle specie di Thalictrum:

## A

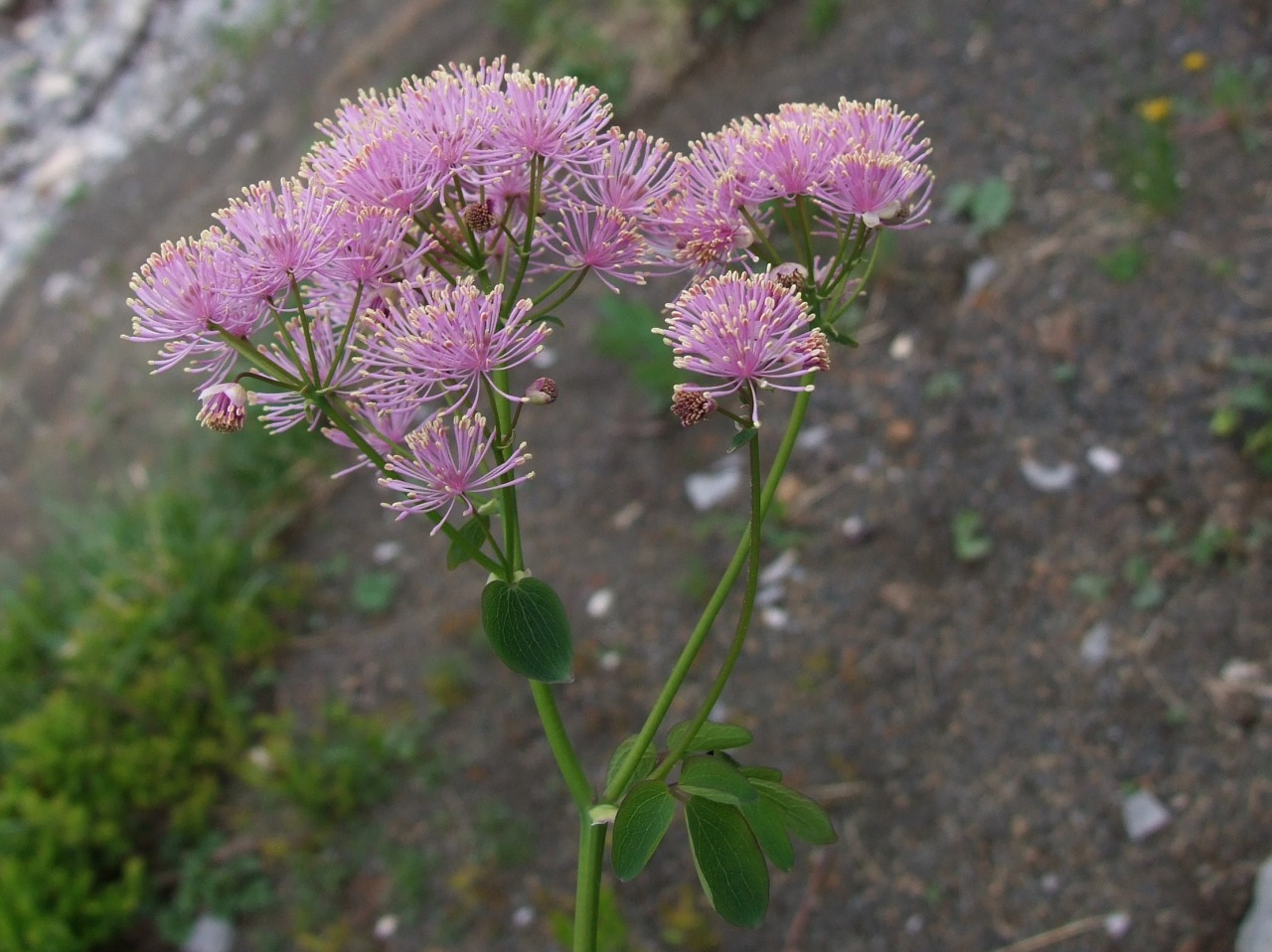
Thalictrum aquilegIifolium.

- Thalictrum acaule Jacquem. ex Cambess.

- Thalictrum actaeifolium Siebold & Zucc.
- Thalictrum acutifolium (Hand.-Mazz.) B.Boivin
- Thalictrum acutilobum DC.
- Thalictrum alpinum L.
- Thalictrum appendiculatum C.A.Mey.
- Thalictrum aquilegiifolium L.
- Thalictrum arkansanum B.Boivin
- Thalictrum arsenii B.Boivin
- Thalictrum atriplex Finet & Gagnep.

## B
- Thalictrum baicalense Turcz. ex Regel
- Thalictrum brachyandrum W.T.Wang
- Thalictrum brevisericeum W.T.Wang & S.H.Wang
- Thalictrum bykovii Kotukhov

## C
- Thalictrum calabricum Spreng.

- Thalictrum calcicola T.Shimizu
- Thalictrum chayuense W.T.Wang
- Thalictrum chelidonii DC.
- Thalictrum cincinnatum B.Boivin
- Thalictrum cirrhosum H.Lév.
- Thalictrum clavatum DC.
- Thalictrum confine Fernald
- Thalictrum conzattii B.Boivin
- Thalictrum cooleyi H.E.Ahles

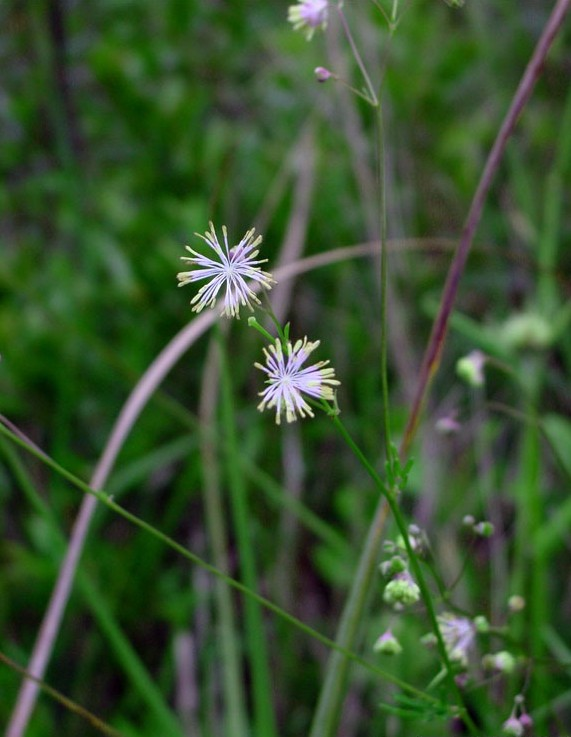
Thalictrum cooleyi.

- Thalictrum coriaceum (Britton) Small
- Thalictrum cuernavacanum Rose
- Thalictrum cultratum Wall.
- Thalictrum cuonaense W.T.Wang

## D
- Thalictrum daguanense W.T.Wang

- Thalictrum dalzellii Hook.

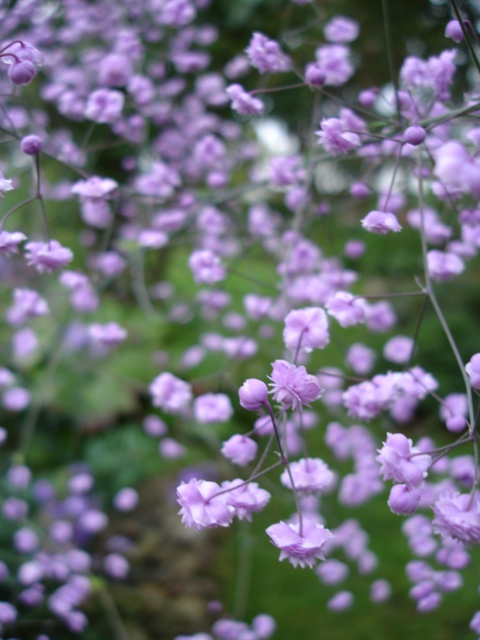
Thalictrum delavayi.

- Thalictrum dasycarpum Fisch., C.A.Mey. & Avé-Lall.
- Thalictrum deamii B.Boivin
- Thalictrum debile Buckley
- Thalictrum decipiens B.Boivin
- Thalictrum delavayi Franch.
- Thalictrum diffusiflorum C.Marquand & Airy Shaw
- Thalictrum dingjieense W.T.Wang
- Thalictrum dioicum L.
- Thalictrum domingense Urb.

## E
- Thalictrum elegans Wall. ex Royle

## F
- Thalictrum faberi Ulbr.

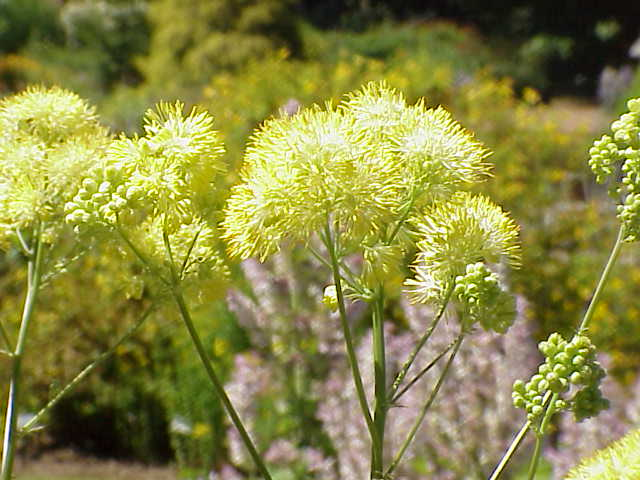
Thalictrum flavum.

- Thalictrum fargesii Franch. ex Finet & Gagnep.
- Thalictrum fendleri Engelm. ex A.Gray
- Thalictrum filamentosum Maxim.
- Thalictrum fimbriatum Qureshi & Chaudhri
- Thalictrum finetii B.Boivin
- Thalictrum flavum L.
- Thalictrum foeniculaceum Bunge
- Thalictrum foetidum L.
- Thalictrum foliolosum DC.
- Thalictrum fortunei S.Moore
- Thalictrum fusiforme W.T.Wang

## G
- Thalictrum galeottii Lecoy.
- Thalictrum gibbosum Lecoy.
- Thalictrum glandulosissimum (Finet & Gagnep.) W.T.Wang & S.H.Wang
- Thalictrum grandidentatum W.T.Wang & S.H.Wang
- Thalictrum grandiflorum Maxim.
- Thalictrum grandifolium S.Watson
- Thalictrum guatemalense C.DC. & Rose

## H
- Thalictrum hamatum Maxim.
- Thalictrum hazaricum Qureshi & Chaudhri
- Thalictrum heliophilum Wilken & DeMott
- Thalictrum henricksonii M.C.Johnst.
- Thalictrum hernandezii Tausch
- Thalictrum hintonii B.Boivin
- Thalictrum honanense W.T.Wang & S.H.Wang

## I
- Thalictrum ichangense Lecoy. ex Oliv.
- Thalictrum ingratum Honda
- Thalictrum integrilobum Maxim.
- Thalictrum isopyroides C.A.Mey.

## J
- Thalictrum jaliscanum Rose
- Thalictrum javanicum Blume
- Thalictrum jilongense W.T.Wang
- Thalictrum johnstonii Standl.

## K
- Thalictrum koikeanum Sera, Hamada & Kadota
- Thalictrum kubotae Kadota
- Thalictrum kuhistanicum Ovcz. & Kochk.

## L
- Thalictrum laeteviride B.Boivin
- Thalictrum lanatum Lecoy.
- Thalictrum lancangense Y.Y.Qian
- Thalictrum lankesteri Standl.
- Thalictrum lasiogynum W.T.Wang
- Thalictrum latistylum W.T.Wang
- Thalictrum lecoyeri Franch.
- Thalictrum leuconotum Franch.
- Thalictrum leve (Franch.) W.T.Wang
- Thalictrum longistylum DC.
- Thalictrum lucidum L.

## M
- Thalictrum macrocarpum Gren.

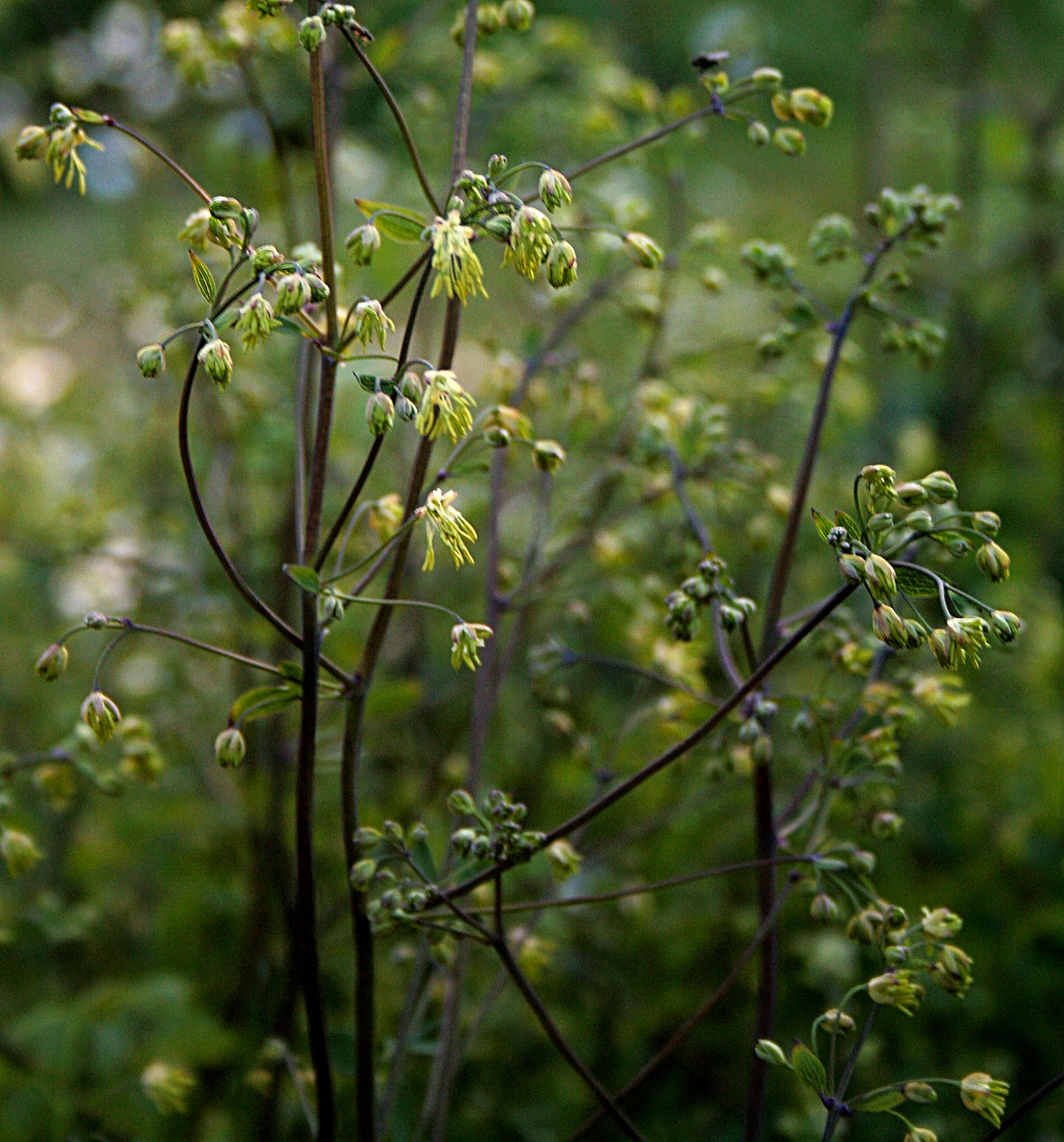
Thalictrum minus.

- Thalictrum macrostylum Small & A.Heller
- Thalictrum madrense Rose
- Thalictrum maritimum Dufour
- Thalictrum × medium Jacq.
- Thalictrum megalostigma (B.Boivin) W.T.Wang
- Thalictrum microgynum Lecoy. ex Oliv.
- Thalictrum microspermum Ohwi
- Thalictrum minus L.
- Thalictrum minutiflorum W.T.Wang
- Thalictrum mirabile Small
- Thalictrum morisonii C.C.Gmel.
- Thalictrum myriophyllum Ohwi

## N
- Thalictrum nainitalense Harsh Singh, Alka Srivast. & T.Husain
- Thalictrum nakamurae Koidz.
- Thalictrum nelsonii B.Boivin
- Thalictrum nepalense W.T.Wang
- Thalictrum neurocarpum Royle
- Thalictrum nigromontanum B.Boivin

## O
- Thalictrum obovatum Blatt.
- Thalictrum occidentale A.Gray
- Thalictrum oligandrum Maxim.
- Thalictrum omeiense W.T.Wang & S.H.Wang
- Thalictrum orientale Boiss.
- Thalictrum oshimae Masam.
- Thalictrum osmorhizoides Nakai
- Thalictrum osmundifolium Finet & Gagnep.

## P
- Thalictrum pachucense Rose

- Thalictrum panamense Standl.
- Thalictrum panzhihuaense W.T.Wang
- Thalictrum papuanum Ridl.
- Thalictrum parvifructum B.Boivin
- Thalictrum pedunculatum Edgew.
- Thalictrum peltatum DC.

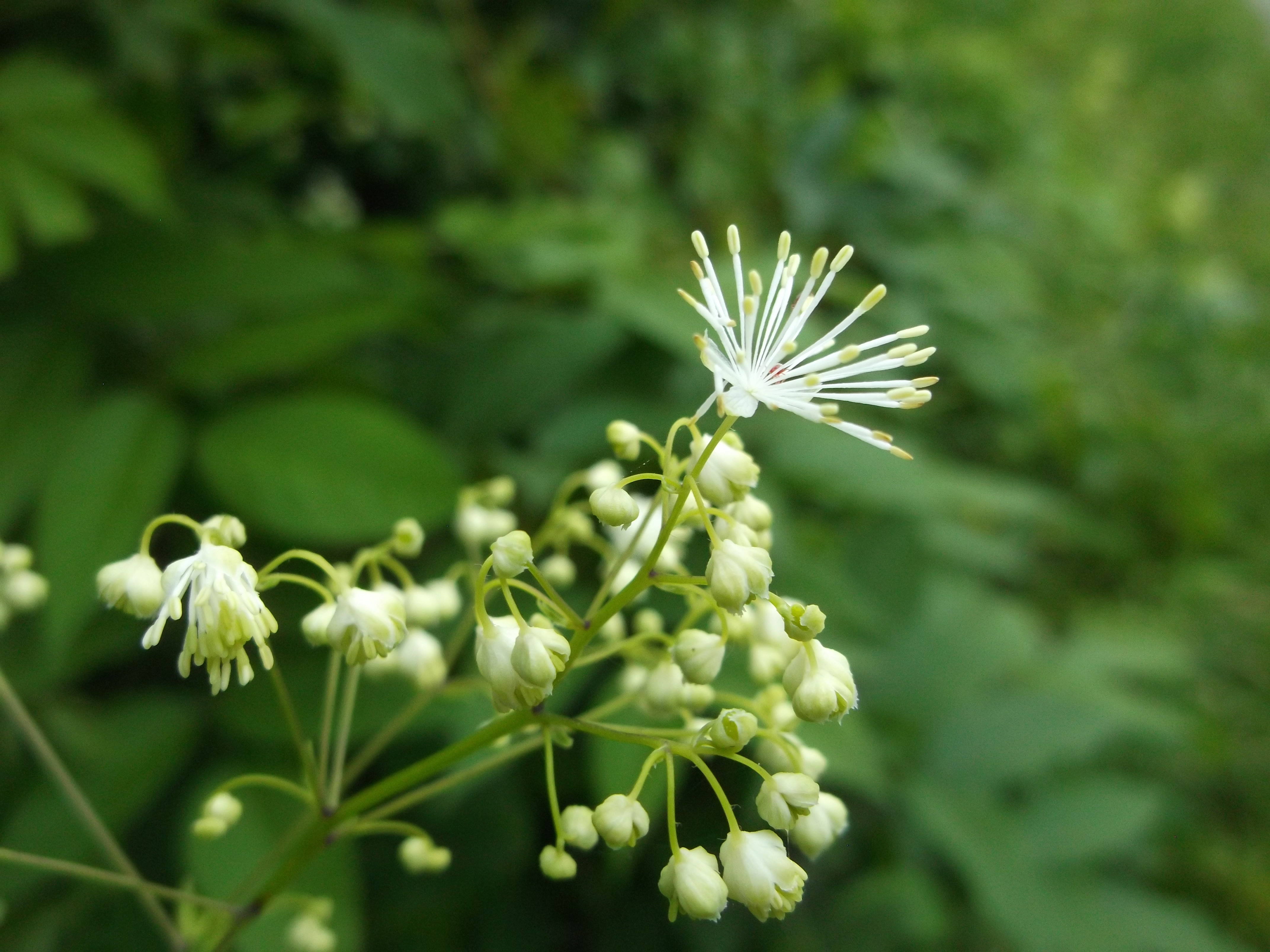
Thalictrum pubescens.

- Thalictrum peninsulare (Brandegee) Rose
- Thalictrum pennellii B.Boivin
- Thalictrum peruvianum Trinidad & A.Cano
- Thalictrum petaloideum L.
- Thalictrum philippinense C.B.Rob.
- Thalictrum pinnatum S.Watson
- Thalictrum platycarpum Hook.f. & Thomson
- Thalictrum podocarpum Kunth ex DC.
- Thalictrum polycarpum (Torr.) S.Watson
- Thalictrum pringlei S.Watson
- Thalictrum przewalskii Maxim.
- Thalictrum pseudoichangense Q.E.Yang & G.H.Zhu
- Thalictrum pubescens Pursh
- Thalictrum pubigerum Benth.
- Thalictrum pudicum Standl. & B.Boivin
- Thalictrum pumilum Ulbr.
- Thalictrum punduanum Wall.

## R
- Thalictrum ramosum B.Boivin

- Thalictrum reniforme Wall.
- Thalictrum reticulatum Franch.
- Thalictrum revolutum DC.

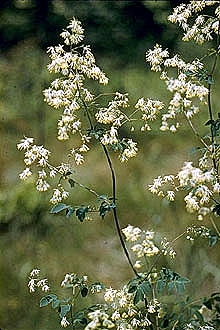
Thalictrum revolutum.

- Thalictrum rhynchocarpum Quart.-Dill. & A.Rich.
- Thalictrum robustum Maxim.
- Thalictrum rochebruneanum Franch. & Sav.
- Thalictrum roseanum B.Boivin
- Thalictrum rostellatum Hook.f. & Thomson
- Thalictrum rotundifolium DC.
- Thalictrum rubescens Ohwi
- Thalictrum rutifolium Hook.f. & Thomson

## S
- Thalictrum sachalinense Lecoy.

- Thalictrum saniculiforme DC.
- Thalictrum scabrifolium Franch.
- Thalictrum secundum Edgew.
- Thalictrum semiscandens W.W.Sm.
- Thalictrum sessile Hayata

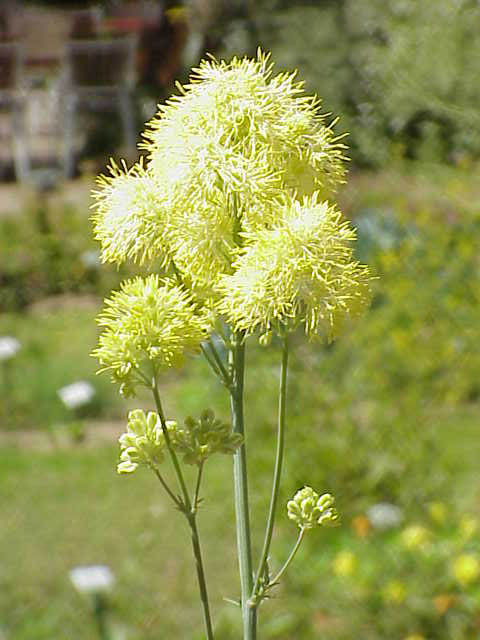
Thalictrum speciosissimum.

- Thalictrum sexnervisepalum W.T.Wang
- Thalictrum sharpii B.Boivin
- Thalictrum shensiense W.T.Wang & S.H.Wang
- Thalictrum siamense T.Shimizu
- Thalictrum simaoense W.T.Wang & G.H.Zhu
- Thalictrum simplex L.
- Thalictrum sinomacrostigma W.T.Wang
- Thalictrum smithii B.Boivin
- Thalictrum sparsiflorum Turcz. ex Fisch. & C.A.Mey.
- Thalictrum speciosissimum Loefl.
- Thalictrum spiristylum W.T.Wang
- Thalictrum × spurium Timeroy ex Jord.
- Thalictrum squamiferum Lecoy.
- Thalictrum squarrosum Stephan ex Willd.
- Thalictrum standleyi Steyerm.
- Thalictrum steyermarkii Standl.
- Thalictrum stolzii Ulbr.
- Thalictrum strigillosum Hemsl.
- Thalictrum sultanabadense Stapf

## T

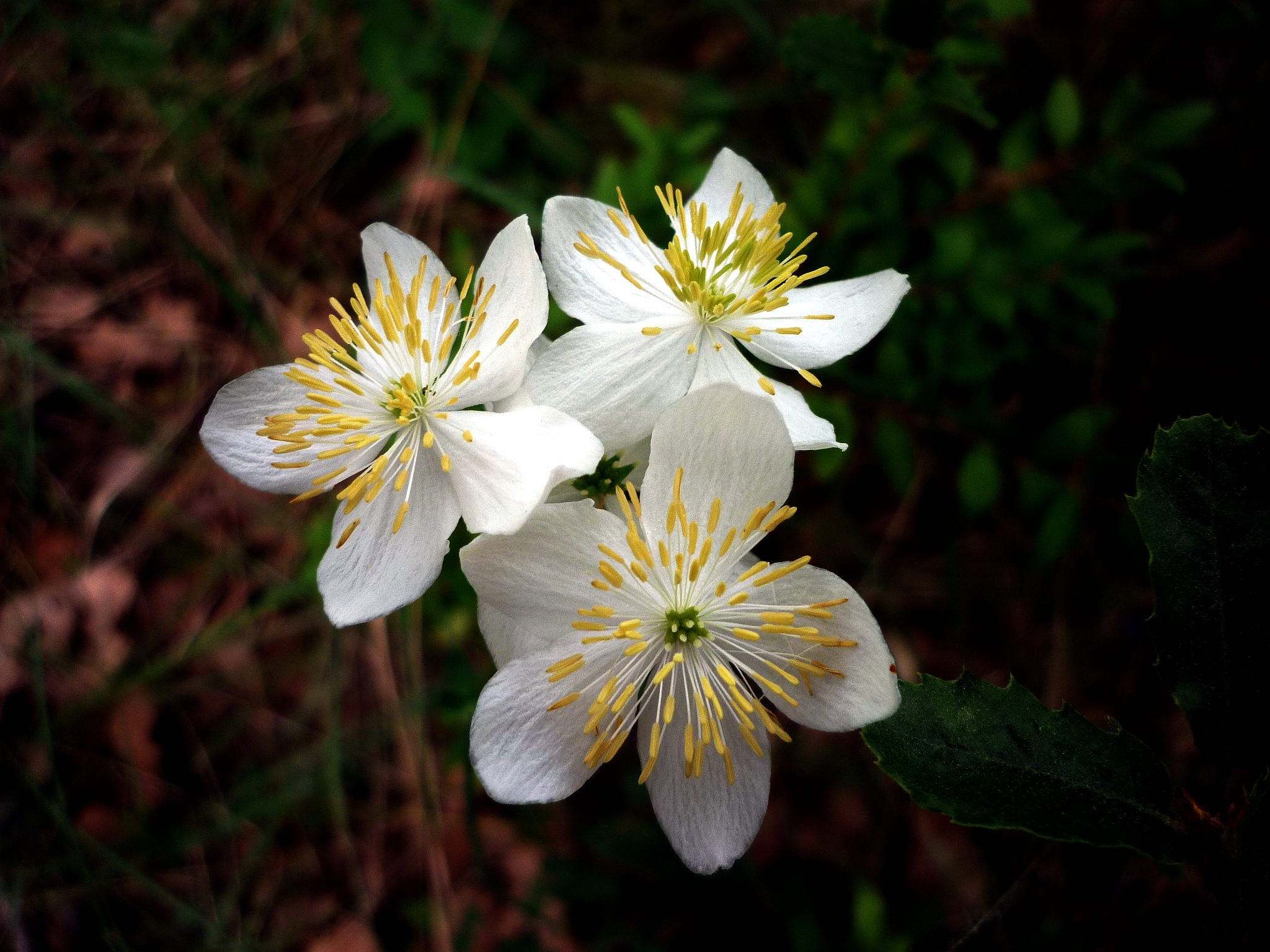
Thalictrum tuberosum.

- Thalictrum tacabicum Pakravan & Assadi

- Thalictrum tamurae Kadota & Nob.Tanaka
- Thalictrum tenue Franch.
- Thalictrum tenuisubulatum W.T.Wang
- Thalictrum texanum (E.Hall ex A.Gray) Small
- Thalictrum × timeroyi Jord.
- Thalictrum torresii Standl. & B.Boivin
- Thalictrum toyamae Hatus. & Ohwi
- Thalictrum treleasei B.Boivin
- Thalictrum trichopus Franch.
- Thalictrum tripeltiferum B.Boivin
- Thalictrum triternatum Rupr.
- Thalictrum tsaii W.T.Wang
- Thalictrum tsawarungense W.T.Wang & S.H.Wang
- Thalictrum tuberiferum Maxim.
- Thalictrum tuberosum L.

## U
- Thalictrum uchiyamae Nakai
- Thalictrum ujiinsulare Hatus.
- Thalictrum umbricola Ulbr.
- Thalictrum uncatum Maxim.
- Thalictrum uncinatum Rehmann
- Thalictrum uncinulatum Franch.
- Thalictrum urbaini Hayata

## V
- Thalictrum venturii B.Boivin
- Thalictrum venulosum Trel.
- Thalictrum vesiculosum Lecoy.
- Thalictrum virgatum Hook.f. & Thomson
- Thalictrum viscosum W.T.Wang & S.H.Wang

## W
- Thalictrum wangii B.Boivin
- Thalictrum watanabei Yatabe
- Thalictrum wuyishanicum W.T.Wang & S.H.Wang

## X
- Thalictrum xiaojinense W.T.Wang
- Thalictrum xinningense W.T.Wang

## Y
- Thalictrum yadongense W.T.Wang
- Thalictrum yunnanense W.T.Wang
- Thalictrum yuoxiense W.T.Wang

## Z
- Thalictrum zernyi Ulbr.
- Thalictrum zhadaense W.T.Wang